# Citrullus amarus
Il melone tsamma (Citrullus amarus Schrad., 1836), anche chiamato melone del Kalahari, è una specie della famiglia delle Cucurbitaceae originaria dell'Africa australe.
Il frutto del melone tsamma ha una polpa dura, bianca e amara che rende difficile la sua consumazione da crudo. Viene infatti spesso utilizzato per fare confetture o come alimento per gli animali.

## Descrizione

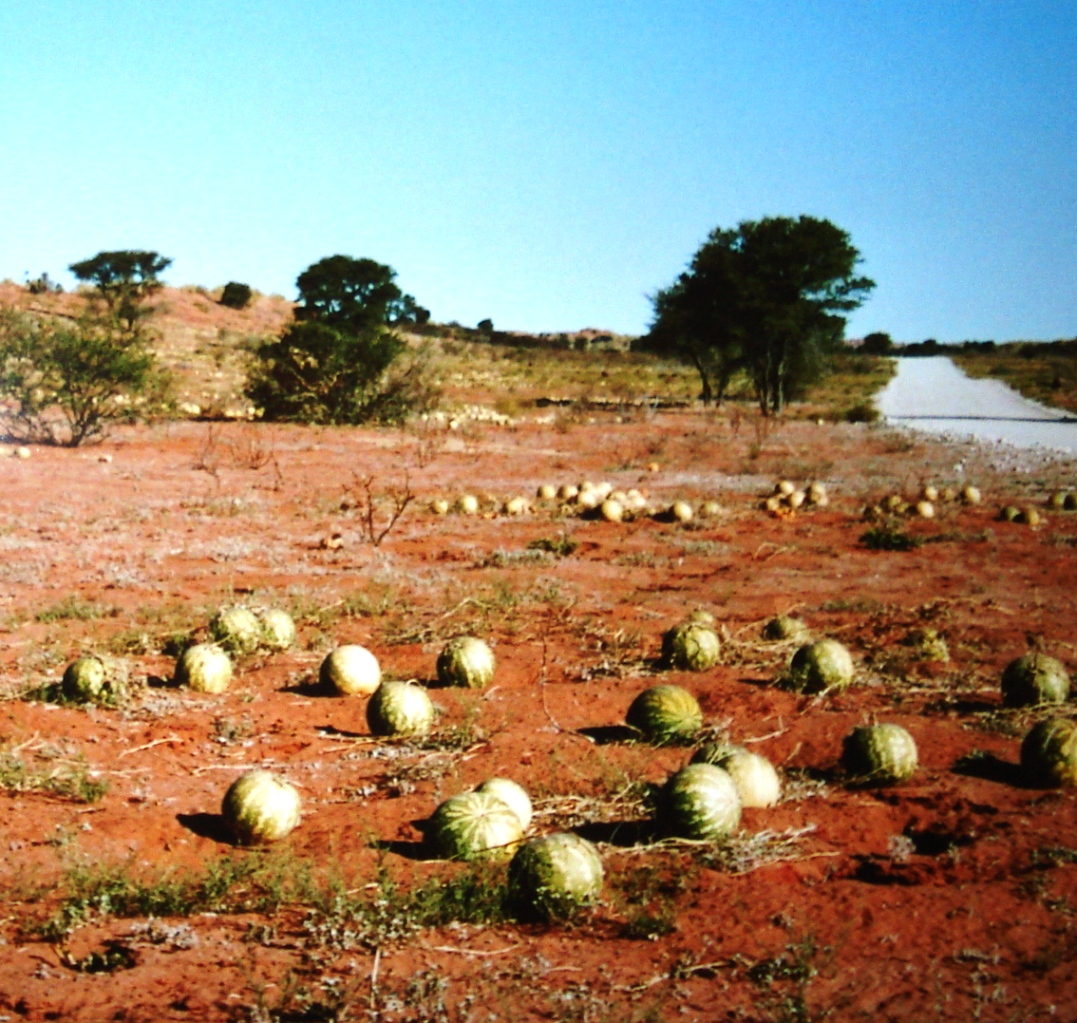
Meloni Tsamma nel Deserto del Kalahari

Il frutto di questa pianta ricorda molto, dall'esterno, un cocomero più piccolo e più rotondo. La polpa del frutto è più spessa e ha un sapore più intenso, tendente all'amaro. Assomiglia al sapore della parte bianca del cocomero. Sebbene qualcuno lo mangi crudo, più spesso viene cucinato o preparato in conserve, anche per via del suo alto quantitativo di pectina che lo rende molto idoneo a questo scopo.
Nella prima fase del loro sviluppo le foglie di melone tsamma sono palmate. Hanno una consistenza ruvida e delle venature bianche e molto accentuate.
I fiori sono solitari, hanno petali larghi e gialli di circa 2-10 millimetri e sono diffusi in maniera casuale.

## Distribuzione e habitat
Il melone tsamma è originario dell'Africa, più specificatamente del deserto del Kalahari dove cresce ancora abbondantemente. Non si conoscono le modalità della sua prima addomesticazione ma si trova già coltivato nell'Antico Egitto almeno 4000 anni fa.
È coltivato per l'alimentazione in Africa, specialmente nelle regioni più aride, incluso il Sudafrica. In alcune aree è utilizzato come fonte di acqua durante la stagione secca.
La sua coltivazione, al giorno d'oggi, si estende anche al di fuori dei confini dell'Africa, ad esempio nel Messico occidentale.